# Torneo Príncipe Faisal 2003
El Torneo Príncipe Faisal 2003 es la segunda edición (19 en total) de este torneo de fútbol a nivel de clubes del Mundo Árabe organizado por la UAFA y que contó con la participación de 14 equipos representantes de África del Norte, Medio Oriente y África del Este, 4 menos que en la edición anterior.
El Zamalek SC de Egipto venció al Al Kuwait Kaifan de Kuwait en El Cairo, Egipto para ganar el título por primera vez en la última edición bajo este nombre, ya que para la edición 2003/04 regresarían a la denominación anterior.

## Ronda preliminar

### Zona 1 (Área del Golfo)
El Riffa Club de Baréin y el Al Kuwait Kaifan de Kuwait clasificaron a la siguiente ronda luego de que lor representantes de Omán, Catar y los Emiratos Árabes Unidos abandonaran el torneo.

### Zona 2 (Mar Rojo)
Los partidos se jugaron en Arabia Saudita.
| Equipo 1   | Agr. | Equipo 2      | Ida | Vuelta |
| ---------- | ---- | ------------- | --- | ------ |
| Al-Ettifaq | 5–2  | Al-Sha'ab Ibb | 3–0 | 2–2    |

### Zona 3 (África del Norte)
El USM Alger de Argelia y el Raja Casablanca de Marruecos clasificaron a la siguiente ronda debido al supuesto retiro del torneo del Club Africain de Túnez.

### Zona 4 (Región del Este)
Todos los partidos se jugaron en Jordania.
| Fecha   | Local       | Resultado | Visita      |
| ------- | ----------- | --------- | ----------- |
| 21/5/03 | Al-Jaish SC | 2-0       | Nejmeh SC   |
| 21/5/03 | Al-Faisaly  | 3-0       | Al-Aqsa SC  |
| 23/5/03 | Al-Aqsa SC  | 3-3       | Nejmeh SC   |
| 23/5/03 | Al-Faisaly  | 2-0       | Al-Jaish SC |
| 25/5/03 | Al-Jaish SC | 2-1       | Al-Aqsa SC  |
| 25/5/03 | Nejmeh SC   | 0-2       | Al-Faisaly  |

| Club        | J | G | E | P | GF | GC | GD | Pts |
| ----------- | - | - | - | - | -- | -- | -- | --- |
| Al-Faisaly  | 3 | 3 | 0 | 0 | 7  | 0  | +7 | 9   |
| Al-Jaish SC | 3 | 2 | 0 | 1 | 4  | 3  | −1 | 6   |
| Al-Aqsa SC  | 3 | 0 | 1 | 2 | 4  | 8  | −4 | 1   |
| Nejmeh SC   | 3 | 0 | 1 | 2 | 3  | 7  | −4 | 1   |

## Primera ronda
Todos los partidos se jugaron en El Cairo, Egipto.

### Grupo A
| Club            | J | G | E | P | GF | GC | GD | Pts |
| --------------- | - | - | - | - | -- | -- | -- | --- |
| Al-Ettifaq      | 4 | 3 | 1 | 0 | 10 | 4  | +6 | 10  |
| Raja Casablanca | 4 | 2 | 1 | 1 | 6  | 6  | 0  | 7   |
| ENPPI           | 4 | 1 | 1 | 2 | 4  | 5  | −1 | 4   |
| Riffa Club      | 4 | 1 | 1 | 2 | 4  | 6  | −2 | 4   |
| Al-Faisaly      | 4 | 0 | 2 | 2 | 5  | 8  | −3 | 2   |

| 7 de julio de 2003 | ENPPI | 0-1 | Riffa          | Cairo Stadium, El Cairo |  |
|                    |       |     | Al-Khuzami 54' |                         |  |

| 7 de julio de 2003 | Al-Ettifaq                                           | 4-4 | Al-Faisaly                                     | Cairo Stadium, El Cairo |  |
|                    | Suárez 33' · Al-Meghnam 48' · Adelson 54' 85' (pen.) |     | Al-Sheikh 7' 79' · Al-Shabool 12' · Saleem 59' |                         |  |

| 9 de julio de 2003 | Riffa             | 0-0 | Al-Faisaly | Cairo Stadium, El Cairo |  |
|                    | Khalil · Al-Habib |     |            |                         |  |

| 9 de julio de 2003 | Raja Casablanca | 1-1 | ENPPI    | Cairo Stadium, El Cairo |  |
|                    | Koné 77'        |     | Zaki 13' |                         |  |

| 11 de julio de 2003 | Al-Faisaly | 0-1 | Raja Casablanca | Cairo Stadium, El Cairo |  |
|                     |            |     | Hirouach 42'    |                         |  |

| 11 de julio de 2003 | Al-Ettifaq                | 2-0 | Riffa | Cairo Stadium, El Cairo |  |
|                     | Basheer 2' · Al-Basha 82' |     |       |                         |  |

| 14 de julio de 2003 | Al-Ettifaq              | 2-0 | Raja Casablanca | Cairo Stadium, El Cairo |  |
|                     | Junior 4' · Basheer 17' |     |                 |                         |  |

| 14 de julio de 2003 | ENPPI                              | 3-1 | Al-Faisaly     | Cairo Stadium, El Cairo |  |
|                     | Hassan 20' · Zaki 28' · Thabet 45' |     | Al-Shabool 19' |                         |  |

| 16 de julio de 2003 | Riffa                           | 3-4 | Raja Casablanca                        | Cairo Stadium, El Cairo |  |
|                     | Baba 4' · Essa 42' · Yousef 70' |     | Bidodan 9' · Aboucherouane 45' 69' 83' |                         |  |

| 16 de julio de 2003 | ENPPI | 0-2 | Al-Ettifaq                | Cairo Stadium, El Cairo |  |
|                     |       |     | Al-Basha 6' · Basheer 44' |                         |  |

### Grupo B
| Club             | J | G | E | P | GF | GC | GD | Pts |
| ---------------- | - | - | - | - | -- | -- | -- | --- |
| Al Kuwait Kaifan | 4 | 2 | 2 | 0 | 9  | 5  | +4 | 8   |
| Zamalek          | 4 | 2 | 1 | 1 | 5  | 5  | 0  | 7   |
| USM Alger        | 4 | 1 | 3 | 0 | 7  | 4  | +3 | 6   |
| Al-Jaish SC      | 4 | 1 | 0 | 3 | 6  | 10 | −4 | 3   |
| Al-Shorta        | 4 | 0 | 2 | 2 | 6  | 9  | −3 | 2   |

| 6 de julio de 2003 | Zamalek     | 1-0 | Al-Jaish | Cairo Stadium, El Cairo |  |
|                    | El-Said 71' |     |          |                         |  |

| 6 de julio de 2003 | Al-Shorta                     | 2-2 | Kuwait SC                 | Cairo Stadium, El Cairo |  |
|                    | Abdulsattar 18' · Manajed 60' |     | Somália 13' · Sabinho 87' |                         |  |

| 8 de julio de 2003 | Al-Jaish                          | 4-2 | Al-Shorta               | Cairo Stadium, El Cairo |  |
|                    | Al-Omair 32' 71' 75' · Shaabo 90' |     | Manajed 3' · Raheem 26' |                         |  |

| 8 de julio de 2003 | Zamalek            | 1-1 | USM Alger  | Cairo Stadium, El Cairo |  |
|                    | El-Said 42' (pen.) |     | Achiou 15' |                         |  |

| 10 de julio de 2003 | Al-Shorta  | 1-1 | USM Alger | Cairo Stadium, El Cairo |  |
|                     | Qassem 82' |     | Dziri 51' |                         |  |

| 10 de julio de 2003 | Al-Jaish   | 1-3 | Kuwait SC                     | Cairo Stadium, El Cairo |  |
|                     | Shaabo 74' |     | Somália 18' 54' · Sabinho 68' |                         |  |

| 13 de julio de 2003 | USM Alger  | 1-1 | Kuwait SC       | Cairo Stadium, El Cairo |  |
|                     | Achiou 56' |     | Aqla 53' (pen.) |                         |  |

| 13 de julio de 2003 | Zamalek | 2-1 | Al-Shorta   | Cairo Stadium, El Cairo |  |
|                     |         |     | Hussein 86' |                         |  |

| 15 de julio de 2003 | USM Alger                                            | 4-1 | Al-Jaish   | Cairo Stadium, El Cairo |  |
|                     | Ouichaoui 34' (pen.) · Ammour 40' · Deghiche 84' 90' |     | Jabban 60' |                         |  |

| 15 de julio de 2003 | Kuwait SC                                 | 3-1 | Zamalek     | Cairo Stadium, El Cairo |  |
|                     | Aqla 6' (pen.) 77' (pen.) · Al-Etaiqi 47' |     | Youssef 45' |                         |  |

## Fase final

### Semifinales
| 18 de julio de 2003 | Al-Ettifaq  | 1-3 (t. s.) | Zamalek                     | Cairo Stadium, El Cairo |  |
|                     | Masambe 45' |             | Youssef 77' · Ali 105' 114' |                         |  |

| 18 de julio de 2003 | Kuwait SC                                        | 3-0 | Raja Casablanca | Cairo Stadium, El Cairo |  |
|                     | Al-Taher 28' · Cabral 66' · Somália 90+2' (pen.) |     |                 |                         |  |

### Final
| 20 de julio de 2003 | Zamalek                 | 2-1 | Kuwait SC    | Cairo Stadium, El Cairo   |                           |
|                     | Saleh 23' · Mahmoud 58' |     | Oliveira 88' | Árbitro(s): Jasem Al-Hail | Árbitro(s): Jasem Al-Hail |

## Campeón
| Torneo Príncipe Faisal 2003 |
| --------------------------- |
| Bandera de Egipto           |
| Zamalek SC 1.er título      |

## Goleadores
| Pos. | Jugador             | Club             | Goles |
| ---- | ------------------- | ---------------- | ----- |
| 1    | Somália             | Al Kuwait Kaifan | 4     |
| 2    | Sameh Youssef       | Zamalek          | 3     |
| 2    | Ahmed Al-Omair      | Al-Jaish SC      | 3     |
| 2    | Adel Aqla           | Al Kuwait Kaifan | 3     |
| 2    | Alessandro Oliveira | Al Kuwait Kaifan | 3     |
| 2    | Hicham Birchoudan   | Raja Casablanca  | 3     |
| 2    | Saleh Basheer       | Al-Ettifaq       | 3     |

## Premios monetarios
| Fase de Competición | Posición Final | Premio (Dólares) |
| ------------------- | -------------- | ---------------- |
| Final               | Campeón        | $50 000          |
| Final               | Finalista      | $30 000          |
| Semifinal           | Semifinalistas | $20 000          |